# تعاطي المخدرات
إساءة استخدام المواد، تُعرف أيضًا باسم تعاطي المخدرات، هي تعاطي عقار ما بكميات كبيرة أو بوسائل مضرة للفرد والآخرين. تمثل إساءة استخدام المواد إحدى أشكال اضطراب تعاطي المخدرات. يُستخدم العديد من التعريفات المختلفة لتعاطي المخدرات في سياقات الصحة العامة، والطب والعدالة الجنائية. يظهر الفرد السلوك المعادي للمجتمع في بعض الحالات عندما يكون تحت تأثير المخدرات، وقد تحدث تغييرات طويلة الأمد في شخصية الأفراد نتيجة تعاطي المخدرات. بالإضافة إلى الضرر المحتمل على الصعيد الجسمي والاجتماعي والنفسي، يؤدي تعاطي بعض العقاقير إلى عقوبات جنائية، لكن تختلف هذه العقوبات بشكل كبير بالاعتماد على الولاية القضائية المحلية.
تشمل العقاقير المرتبطة بهذا المصطلح: الكحول، والأمفيتامينات، والباربتيورات، والبنزوديازيبينات، والمرجوانا، والكوكايين، والمهلوسات، والميثاكوالون وأشباه الأفيونات. إن السبب الدقيق لإساءة استخدام المواد غير واضح، لكن توجد نظريتان مرجحتان: وجود ميل جيني يمكن تعلمه من الآخرين، أو وجود عادة يمكن ظهورها، عند تطور الإدمان، على شكل مرض موهن مزمن.
في عام 2010، وصلت نسبة الأشخاص الذين تعاطوا من قبل إحدى المواد المحظورة إلى 5% (أي 230 مليون شخص). أظهر 27 مليون فرد منهم مخاطر عالية لتعاطي المخدرات – يُعرف أيضًا بتعاطي المخدرات المتكرر – ما يلحق الضرر بصحتهم، و/أو يسبب المشاكل النفسية و/أو يسبب المشاكل الاجتماعية التي تعرضهم بدورها لهذه المخاطر. في عام 2015، سببت إساءة استخدام المواد 307,400 حالة وفاة، إذ شهدت ارتفاعًا ملحوظًا من عام 1990 الذي سجل 165,000 حالة وفاة. تعود الأرقام الأعلى من هذه الوفيات إلى اضطرابات تعاطي الكحول البالغة 137,500 حالة وفاة، واضطرابات تعاطي المواد الأفيونية البالغة 122,100 حالة وفاة، واضطرابات تعاطي الأمفيتامين البالغة 12,200 حالة وفاة واضطرابات تعاطي الكوكايين البالغة 11,100 حالة وفاة.
وفقًا لمنظمة الصحة العالمية فقد برز تعاطي المخدرات كمساهم كبير في العجز والوفاة على حد سواء في القارتيين الإمريكيتين. وقد سُجّلت زيادة في عدد الوفيات الناجمة عن اضطرابات تعاطي المخدرات في الفترة بين عامي 2000 و 2019. وهما الإقليمين الوحيدين اللذان يمثل فيهما اضطراب تعاطي المخدرات أحد العوامل العشرة الأولى المساهمة في خسارة سنوات الحياة الصحية بسبب الوفيات المبكرة والعجز، في حين لا يحتل تعاطي المخدرات أحد المراكز الـ25 الأولى في أي من الأقاليم الأخرى.

## المجموعات السكانية الخاصة

### المهاجرون واللاجئون
يعاني المهاجرون واللاجئون في أغلب الأحيان من الضغوط الكبيرة، والإصابات الجسمية والاكتئاب والقلق نتيجة انفصالهم عن أحبائهم، وخاصة في مرحلة ما قبل الهجرة والمرحلة الانتقالية، يلي هذا كل من «التنافر الثقافي»، و«العوائق اللغوية»، والعنصرية، والتمييز، والمحن الاقتصادية، والاكتظاظ، والعزلة الاجتماعية وفقدان المكانة، ومن الشائع التعرض لصعوبات الحصول على العمل والخوف من الترحيل. كثيرًا ما يختبر اللاجئون مخاوفًا متعلقة بصحة أحبائهم وسلامتهم بعد تركهم وراءهم بالإضافة إلى عدم اليقين بشأن إمكانية العودة إلى بلدهم الأصلي. يلجأ البعض إلى تعاطي المخدرات كآلية تأقلم في محاولة منهم للتعامل مع هذه الضغوطات.
قد يستخدم المهاجرون واللاجئون الأنماط والسلوكيات الشائعة في بلدهم الأصلي لتعاطي المواد وإساءة استخدامها، أو قد يتبنون المواقف والسلوكيات والمعايير المتعلقة بتعاطي المواد وإساءة استخدامها في الثقافة السائدة الجديدة التي دخلوا فيها.

### أطفال الشوارع
يشكل أطفال الشوارع في العديد من الدول النامية مجموعة عالية الخطر لإساءة استخدام المواد، وعلى وجه التحديد تعاطي المذيبات. بالاستناد إلى البحوث في كينيا، يجادل كوتريل بويس بأن «تعاطي المخدرات بين أطفال الشوارع عملي في المقام الأول – إذ يضعف جميع الحواس في مواجهة مصاعب الحياة في الشارع – لكنه يوفر أيضًا رابط البنية الداعمة لمجموعة «عائلة الشارع» من الأقران كرمز قوي على تجربتهم المشتركة».

### الموسيقيون
يتعاطى بعض الموسيقيون المواد الكيميائية بهدف الحفاظ على أدائهم عالي المستوى. يتعاطى بعض الموسيقيين عقاقير مثل الكحول لمساعدتهم على التعامل مع الضغط الناجم عن عروضهم الموسيقية. تمتلك هذه المجموعة معدل أعلى من إساءة استخدام المواد. تُعتبر الكوكايين المادة الكيميائية الأكثر استخدامًا بين موسيقيي البوب، إذ يرجع ذلك إلى تأثيراتها العصبية. تؤدي المنبهات مثل الكوكايين إلى زيادة اليقظة وإعطاء شعور الابتهاج، يشعر المؤدي بالتالي كما لو أنه بطريقة ما «يمتلك المسرح». تتمثل إحدى طرق تعاطي المخدرات الأكثر ضررًا على المؤدي (الموسيقيين على وجه الخصوص) في استنشاقها. تُعد الرئتان عضوًا هامًا بشكل خاص لدى المغنيين، وقد يسبب الإدمان على التدخين ضررًا كبيرًا على جودة أدائهم. يلحق التدخين الضرر بالأسناخ الرئوية المسؤولة عن امتصاص الأكسجين.

### المحاربون القدامى
تُعد إساءة استخدام المواد إحدى العوامل المؤثرة على الصحة النفسية والجسمية لدى المحاربين القدامى. قد تلحق إساءة استخدام المواد أيضًا الضرر بعلاقات الفرد الشخصية والعائلية، ما يؤدي بدوره إلى المشكلات المالية. تقترح بعض الدلائل تأثير إساءة استخدام المواد بشكل أكبر وغير متكافئ على المشردين من المحاربين القدامى. استخدمت إحدى الدراسات في فلوريدا في عام 2015 استطلاع الإبلاغ الذاتي لمقارنة أسباب التشرد المختلفة بين مجموعة سكانية من المحاربين القدامى وغيرها من المجموعات السكانية، إذ نسب 17.8% من المحاربين القدامى المشاركين تشردهم إلى الكحول وغيره من المشاكل المتعلقة بالمخدرات مقارنة مع 3.7% من المجموعات السكانية الأخرى.
أشارت دراسة في عام 2003 إلى ارتباط التشرد مع الحصول على دعم العائلة / الأصدقاء والخدمات. مع ذلك، لك يكن هذه الارتباط صحيحًا عند مقارنة المشاركين المشردين ممن يعانون من اضطراب حالي متعلق بتعاطي المخدرات. قدمت وزارة شؤون المحاربين القدامى الأمريكية ملخصًا حول خيارات العلاج المتاحة للمحاربين القدامى الذين يعانون من اضطراب تعاطي المخدرات. وفرت أيضًا خيارات العلاج غير الدوائية، بما في ذلك العلاج النفسي الذي يركز على إيجاد مجموعات الدعم الخارجية و«النظر في كيفية ارتباط مشاكل تعاطي المخدرات مع غيرها من المشاكل مثل «بّي تي إس دي» والاكتئاب».

### الجنس والنوع الاجتماعي
يوجد العديد من الاختلافات بين الجنسين فيما يتعلق بإساءة استخدام المواد. يظهر الرجال والنساء فروقَا عديدة في آثار إساءة استخدام المواد قصيرة الأمد وطويلة الأمد. يمكن عزو هذه الاختلافات إلى مثنوية الشكل الجنسية في أنظمة الدماغ والغدد الصم والاستقلاب. تُعتبر العوامل الاجتماعية والبيئية التي تميل إلى التأثير بشكل غير متكافئ وأكبر على النساء؛ مثل رعاية الأطفال والمسنين وخطر التعرض للعنف، إحدى العوامل المسببة للاختلافات بين الجنسين فيما يتعلق بإساءة استخدام المواد. تعاني النساء من تدهور أكبر في عدد من المجالات، مثل العمل والعائلة والوظيفة الاجتماعية، عند تعاطيهن المخدرات، لكنهن يظهرن استجابة مماثلة للعلاج. تُعتبر الاضطرابات النفسية المرافقة أكثر شيوعًا بين النساء بالمقارنة مع الرجال من متعاطي المخدرات؛ تتعاطى النساء بشكل متكرر المخدرات بهدف التخلص من التأثيرات السلبية لهذه الاضطرابات المرافقة. تؤدي إساءة استخدام المواد إلى تعريض الرجال والنساء على حد سواء لخطر ارتكاب العنف الجنسي أو الوقوع ضحية له. يميل الرجال إلى تعاطي المخدرات لأول مرة كجزء من مجموعة وكوسيلة للاندماج مع الآخرين بشكل أكبر من النساء. بالنسبة لتجربة التعاطي الأولى، تميل النساء لاختبار متعة أكبر من المخدرات مقارنة بالرجال. تميل النساء إلى التصعيد بسرعة أكبر من التجربة الأولى إلى الإدمان مقارنة بالرجال. اعتقد الأطباء وأطباء النفس والأخصائيون الاجتماعيون لعقود أن النساء أكثر قابلية للتصعيد في تعاطي الكحول بسرعة بمجرد البدء. تستقر النساء على جرعات أكبر من المخدرات مقارنة بالذكور عند تأسيس السلوك الإدماني. تعاني النساء المدخنات من ضغط نفسي أكبر عند اختبار أعراض الانسحاب. يختبر الذكور متعاطو المخدرات أعراضًا أشد عند اختبار أعراض الانسحاب.